# Pawliwka (rejon wasylowski)
Pawliwka (ukr. Павлівка) – wieś na Ukrainie, w obwodzie zaporoskim, w rejonie wasylowskim. W 2001 liczyła 174 mieszkańców.